# Harmothoe goreensis
Harmothoe goreensis är en ringmaskart som beskrevs av Augener 1918. Harmothoe goreensis ingår i släktet Harmothoe och familjen Polynoidae. Inga underarter finns listade i Catalogue of Life.